# 米津田政
米津田政（1563年—1625年1月1日），日本戰國時代至江戶時代前期的武將、旗本。初代江戶北町奉行。父親是米津政信。

## 生平
在永祿6年（1563年）於三河國碧海郡米津（現今愛知縣西尾市）出生，家中四男。仕於德川家康，擔任小姓，參加小牧長久手之戰、小田原征伐。在家康移封至關東後，領有武藏國都筑郡、上總國印旛郡、香取郡、埴生郡內5千石。
此後，被列為德川秀忠的御使番，參加會津征伐和上田合戰。在江戶幕府開幕後，從慶長9年（1604年）直至20年餘期間，擔任江戶北町奉行。在擔任奉行時，於江戶市中發布嚴禁以笠等衣物遮蔽容顔的法令，並命令把在夜裡穿著笠在町內行走的人斬首等，以嚴謹的態度維持市內治安。在最上騷動中，與島田利正等人一同擔任接收最上氏領地的使者。
在寬永元年（1625年）死去。享年63歲。家督由長男田盛繼承。

## 外部連結
- 武家家伝＿米津氏 （页面存档备份，存于）